# Naaktfeest
Een naaktfeest is een feest waarbij de deelnemers naakt zijn. De evenementen worden vaak geassocieerd met universiteitscampussen en met studenten in het algemeen. Ze kregen bekendheid nadat er naaktfeesten waren georganiseerd op de universiteiten van Brown en Yale. Terwijl de wortels van naaktfeesten voortkomen uit het naturisme en exhibitionisme, lijken de moderne naaktfeesten wortels te hebben aan Brown University in de jaren tachtig. Bezoekers van deze feestjes melden vaak dat ze zich na een paar minuten niet meer ongemakkelijk voelen, net omdat iedereen zich heeft uitgekleed voordat ze het feest betraden en omdat ieders naaktheid wordt geaccepteerd, ongeacht het lichaamstype. Volgens rapporten zijn de meeste naakte universiteitsfeesten seksvrij. Bij Brown University bijvoorbeeld is naaktheid "meer een experiment in sociale interactie dan een seksuele ervaring".
De verspreiding van naaktfeesten heeft internationaal tot controverse geleid. Sommige studenten vinden het niet prettig dat hun school met dergelijke feesten wordt geassocieerd. Deze zorgen zijn besproken in verschillende literaire werken, zoals I Am Charlotte Simmons van Tom Wolfe en Chloe Does Yale van Natalie Krinsky. Religieuze groeperingen hebben geprobeerd naaktfeesten in sommige streken te verbieden. Een vaak geciteerde column uit Christianity Today met de titel "What to Say at a Naked Party" (of in het Nederlands: "Wat te zeggen op een naaktfeest") kaartte zorgen aan over seksueel geweld en objectieve moraliteit.